# Грінвуд (Арканзас)
Грінвуд (англ. Greenwood) — місто (англ. city) в США, в окрузі Себастьян штату Арканзас. Населення — 9516 осіб (2020).

## Географія
Грінвуд розташований на висоті 160 метрів над рівнем моря за координатами 35°12′41″ пн. ш. 94°14′17″ зх. д. / 35.21139° пн. ш. 94.23806° зх. д. (35.211389, -94.238007).  За даними Бюро перепису населення США в 2010 році місто мало площу 25,81 км², з яких 25,42 км² — суходіл та 0,39 км² — водойми. В 2017 році площа становила 28,35 км², з яких 27,96 км² — суходіл та 0,39 км² — водойми.

## Демографія
Згідно з переписом 2010 року, у місті мешкали 8952 особи в 3300 домогосподарствах у складі 2476 родин. Густота населення становила 347 осіб/км².  Було 3535 помешкань (137/км²). 
Расовий склад населення:
| - 93,0 % — білих - 2,6 % — корінних американців - 0,8 % — азіатів - 0,3 % — чорних або афроамериканців |

До двох чи більше рас належало 2,4 %. Іспаномовні складали 3,5 % від усіх жителів.
За віковим діапазоном населення розподілялося таким чином: 30,0 % — особи молодші 18 років, 59,3 % — особи у віці 18—64 років, 10,7 % — особи у віці 65 років та старші. Медіана віку мешканця становила 33,2 року. На 100 осіб жіночої статі у місті припадало 92,3 чоловіків;  на 100 жінок у віці від 18 років та старших — 87,6 чоловіків також старших 18 років.
Середній дохід на одне домашнє господарство  становив 68 329 доларів США (медіана — 51 906), а середній дохід на одну сім'ю — 79 771 долар (медіана — 75 395). За межею бідності перебувало 13,6 % осіб, у тому числі 19,1 % дітей у віці до 18 років та 14,4 % осіб у віці 65 років та старших.
Цивільне працевлаштоване населення становило 4203 особи. Основні галузі зайнятості: освіта, охорона здоров'я та соціальна допомога — 30,8 %, виробництво — 20,1 %, транспорт — 7,5 %, мистецтво, розваги та відпочинок — 7,2 %.
За даними перепису населення 2000 року в Грінвуді мешкало 7112 осіб, 2008 сімей, налічувалося 2508 домашніх господарств і 2654 житлових будинки. Середня густота населення становила близько 295,1 особа на один квадратний кілометр. Расовий склад Грінвуда за даними перепису розподілився таким чином: 96,13% білих, 0,24% — чорних або афроамериканців, 1,53% — корінних американців, 0,44% — азіатів, 1,48% — представників змішаних рас, 0,18% — інших народів. Іспаномовні склали 1,55% від усіх жителів міста.
З 2508 домашніх господарств в 49% — виховували дітей віком до 18 років, 65,7% представляли собою подружні пари, які спільно проживали, в 11,5% сімей жінки проживали без чоловіків, 19,9% не мали сімей. 17,8% від загального числа сімей на момент перепису жили самостійно, при цьому 6,6% склали самотні літні люди у віці 65 років та старше. Середній розмір домашнього господарства склав 2,77 особи, а середній розмір родини — 3,14 особи.
Населення міста за віковим діапазоном за даними перепису 2000 року розподілилося таким чином: 31,7% — жителі молодше 18 років, 8,3% — між 18 і 24 роками, 33,4% — від 25 до 44 років, 16,6% — від 45 до 64 років і 10% — у віці 65 років та старше. Середній вік мешканця склав 31 рік. На кожні 100 жінок в Грінвуді припадало 95 чоловіків, у віці від 18 років та старше — 88 чоловіків також старше 18 років.
Середній дохід на одне домашнє господарство в місті склав 37 230 доларів США, а середній дохід на одну сім'ю — 41 278 доларів. При цьому чоловіки мали середній дохід в 31 649 доларів США на рік проти 21 564 долара середньорічного доходу у жінок. Дохід на душу населення в місті склав 16 254 долари на рік. 5,1% від усього числа сімей в окрузі і 6,7% від усієї чисельності населення перебувало на момент перепису населення за межею бідності, при цьому 8,3% з них були молодші 18 років і 5,6% — у віці 65 років та старше.

## Відомі мешканці
- Боб Бернс — комедіант
- Док Садлер — баскетбольний тренер
- Вільям Мід Фішбек — 17-й губернатор Арканзасу